# حادثة قافلة حج 1757
حادثة قافلة حج 1757 هي حملة قامت بها قبائل بني صخر والسردية وبني عقيل وبني كلب على قافلة الحج الشامي بالقرب من تبوك، أدت هذه الحملة إلى مقتل أفراد القافلة بشكل شبه كامل، وكان عددهم حوالي 20 ألفًا.

## نبذة تاريخية

### قافلة الحج الشامي
تعتبر قافلة الحج الشامي في العهد العثماني أكبر قوافل الحجاج في العالم الإسلامي، وقد حظيت القافلة بعناية فائقة من قبل العثمانيين، فالسلطان العثماني الذي حمل منذ 1517 لقب خادم الحرمين الشريفين كانت من أهم أولوياته حماية الحجاج من مخاطر الطريق المار نحو الديار المقدسة. يُشكل طريق الحج الذي تمر منه القافلتان الرئيسيتان: المحمل الشامي والمحمل المصري خطر كبير من عدة قبائل عربية تهدد سلامة وأمن المسافرين بحكم أن هؤلاء القبائل لم يكونوا يتورعون عن فعل شيء لضعف الوازع الأخلاقي والديني لديهم، وكان يتوجب على المحملين الخروج باحتياطات عسكرية وأمنية كبيرة.
ولم تكن قافلة الحج الشامي مُشَكَّلة من حجاج دمشق فقط، بل كانت متشكلة من أربعة عناصر هم: الحج الرومي الذي يضم حجاج المناطق الأوروبية والعاصمة إسطنبول والأناضول، والحج العجمي الذي يضم حجاج تركستان وإيران والعراق، والحج الحلبي الذي يضم حجاج ولاية حلب وديار بكر، والحج الشامي الذي يضم حجاج دمشق وصيدا وطرابلس. وتنتظم هذه المجموعات البشرية الكبيرة في مدينة دمشق وتلجأ نحو حي الميدان حيث كان معظم الحجاج يقتنون بضائع الحج ومستلزماته، وينزلون بضعة أيام في الخانات التي تكثر في هذا الحي، ثم يخرجون منه عبر الباب المسمى باب الله أو باب مصر إلى طريق الحجاز.
لا تقدم المصادر التاريخية معطيات دقيقة حول أعداد الحجاج الذين تشكل منهم المركب الشامي، ولكن الرحالة الفرنسي قسطنطين فرانسوا فولني قدر عددهم بحوالي 30 إلى 50 ألفًا، وذكر أن قافلة عام 1757 كانت استثنائية حيث خرج فيها زهاء 60 ألف حاج، وحسب الباحث عبد الكريم رافق فإن هذه الأرقام مبالغ فيها، وقد قدر الباحث السوري متوسط عدد حجاج قافلة الشام بحوالي 20 ألف شخص. وكان لكل قافلة حج أمير يخرج بعساكره معها لحمايتها من المخاطر وكانت غارات البدو أهمها على الإطلاق، وكانت الدولة العثمانية.
حينما تمكن الأمير فخر الدين المعني الثاني أمير جبل الدروز في النصف الأول من القرن السابع عشر، من القضاء على معظم الأمراء المحليين في جنوب الشام، شعرت الدولة بضعف هؤلاء الأمراء وأنهم لم يعودوا أكفاء للدفاع عن الراحلين نحو الديار المقدسة. فشرعت في تعيين بعض باشاوات دمشق منذ منتصف القرن المذكور أمراء للحج. إلى حدود سنة 1708 كانت الدولة تعين في الغالب باشاوات دمشق على رأس القافلة، وكان هذا الإجراء ذا انعكاسين على المدينة أولهما إيجابي جدا من الناحية الاقتصادية حيث استفاد تجار حي الميدان وكونوا ثروات طائلة جراء الرواج الذي يخلقه الوافدون في كل موسم حج، وفي نفس الوقت خلف هذا التحويل أثرا سلبيا حيث تعرض سكان دمشق للمضايقة من طرف الكثير من الجنود الانكشارية والمرتزقة الذين كلفوا بحماية القافلة والذين كانوا يقيمون مع الحجاج لفترة في دمشق، وظهر في دمشق منذ مطلع القرن الثامن عشر تيار من انعدام الأمن والفوضى العسكرية بسبب غياب الوالي لفترة طويلة من السنة مع الحجاج، وفي الكثير من الأحيان لم يكن الموظف الذي يحل محله في إدارة شؤون المدنية والذي يطلق عليه لفظ المتسلم في نفس كفاءة الوالي. ومنذ 1708 في عهد الوزير ناصيف باشا، أصبح والي دمشق رسميًا وبشكل دائم أميرا لقافلة الحج، وعين في الغالب على إمارة الجردة إما والي صيدا أو والي طرابلس.

### القبائل
كانت الكثير من القبائل البدوية تتواجد على الطريق المتجه نحو الحجاز، ومنها قبائل السردية وبني صخر وبني صقر التي امتدت من حوران على أطراف الريف الدمشقي إلى حدود أقصى جنوب الأردن، وامتدت كذلك قبيلة بني حرب في شمال منطقة الحجاز. وقد كلفت الدولة العثمانية هذه القبائل بتزويد الحجاج بالجمال مقابل أجر معلوم، وعرف الطريق الذي سلكته القافلة بالدرب السلطاني، وكثيرا ما لجأت القافلة أثناء عودتها إلى تلافي هذا الطريق واللجوء إلى الطريق التجاري الساحلي الذي ينتهي في مدينة غزة، وذلك بسبب خطورة الطريق السلطاني.
لتأمين سلامة القافلة من هجمات البدو، وجدت الدولة العثمانية حلًا يتمثل في شراء ولاء القبائل العربية الكبرى التي تسيطر على الطريق عن طريق دفع مبلغ سنوي من المال لها، وعرف هذا المبلغ بالصرة والموظف الذي يكلف بحمله وتسليمه إلى باشا دمشق بالصرة أميني، وكان أمراء الحج يدفعون نصف المبلغ في مرحلة الذهاب، والنصف الآخر أثناء الإياب، مقابل عمل بعض أبناء القبائل كأدلاء للقافلة في الصحراء، وتجنيد القبيلة للدفاع عن الحجاج إن لزم ذلك، وفي بعض الحالات الاستثنائية كان الأمراء يرفضون تسليم الصرة إلى القبائل البدوية طمعا بالاحتفاظ بها لأنفسهم، وهذا ما عرض القافلة لهجمات كثيرة.
منذ الفتح العثماني للجزيرة العربية وإلى غاية 1757 تعرض الركب الشامي حسب بعض الدراسات إلى 24 عملية اعتداء، منها 19 هجمة تمت في القرن الثامن عشر الميلادي فقط، أما القرنان السادس عشر والسابع عشر فلم يشهدا سوى خمس هجمات. من ضمن الاعتداءات الأربعة والعشرين نجحت عشر هجمات في نهب الحجاج وسلب أمتعتهم، بينما فشلت 11 محاولة وتعرضت القبائل البدوية فيها لهزائم منكرة.

## حادثة الاعتداء على القافلة
كان أسعد باشا من أقوى الحكام الذين حكموا دمشق، حيث حكمها لمدة 14 عاما كأطول فترة لوزير دمشقي في تاريخ الدولة العثمانية، ولم تتمكن القبائل طوال عهده من الإتيان بأية حركة لقوة شخصيته وقمعه إياهم. ولكن الباب العالي عزل أسعد باشا في سنة 1757 وعين مكانه حسين باشا بن مكي، وكان الوزير المعين من أبناء مدينة غزة، وكان حسب وصف المرادي يوقر العلماء والأشراف ولم يكن شرها على جمع المال ويميل للعدل وحسن الرياسة، غير أنه كان بطيء الحركة، واستقبل الوالي الجديد بفوضى عارمة بين جنود مدينة دمشق خصوصا من الانكشاريتين اليرلية والقابي قول ومن الجنود الدالاتية والمغاربة الذين أطلق بعضهم النار عليه أثناء طواف موكبه في المدينة.
تعرضت قافلة الحج والجردة لأبشع اعتدائين في تاريخ الدولة، فالجردة التي خرجت لملاقاة الحجاج في 20 ذو الحجة 1170 هـ سبتمبر 1757 تعرضت لهجوم من طرف قبيلة بني صخر بين القطرانة ومعان جنوب الأردن، وقتل معظم أفرادها وهرب موسى باشا أميرها ووالي صيدا وأصيب بجرح مميت ولجأ إلى قرية درعا في حوران حيث أقام سبعة أيام وفشل الأطباء في علاجه فتوفي ونقل جثمانه إلى دمشق حيث دفن، واتفق سكان المدينة على التكفل بإرسال جردة ثانية بديلة، لكن هذه الجردة مكثت في البلقاء إذ بلغها أن قبيلة بني صخر لا تزال مترصدة على الطريق ومستعدة لنهبهم.
أما قافلة الحج، فبينما هي عائدة على الطريق السلطاني، إذ تتعرض بين منزلتي تبوك وذات حج إلى هجوم عنيف من طرف قبائل بني صخر والسردية وبني عقيل وبني كليب، وحوصرت القافلة في تبوك لمدة 22 يوما، وفي يوم 10 صفر 1171 هـ أكتوبر 1757م هاجمت القبائل الركب الشامي الهجوم الأكبر فقتلوا معظم الحجاج والعسكر الذين معهم، وقد ذكر المؤرخ الدمشقي أحمد البديري الحلاق قائلا: «وأخبروا عن أحوال وأهوال التي حصلت للحجاج من النساء والرجال من شر كفار العرب ولا شك حيث أن هذه الأفعال التي فعلت في الحجاج لا يفعلها عباد النيران: لأنهم أخبروا أنهم يشلحون أي ينهبون الرجل ويفتشون تحت إبطيه ودبره وفمه وتحت خصيتيه وإن وجدوا الرجل كبيرا بطنه وله قر أي قيلة شقوا بطنه وبقروا قره أي قيلته، ويدخلون أيديهم في دبر الرجال وفي فروج النساء، وقد كانت المرأة تضع الطين على قبلها ودبرها سترا لعورتها فيكشفونه. وحاصله صدرت من العربان أمور ما سمعت من قديم الزمان ولا من عباد الأوثان والصلبان… ثم أقام الحجاج أربعة أيام جوعا وعطشا لا ماء ولا زادا ومنهم من مات جوعا وعطشا وبردا وحرا وذلك بعدما شرب بعضهم بول بعض. وما كفى جور العربان بل زاد عليهم جور أهل معان غضب الله عليهم ولعنهم وأعد لهم عذاب النيران». أما حسين باشا فقد هرب متخفيًا إلى قلعة تبوك ومنها إلى غزة، وحينما وصلها أرسل إلى دمشق يطلب أسلحة وبغالا وقوة عسكرية، رفض أهل دمشق تسليمه إياها حتى يأتي بنفسه ليقابل رسول السلطان العثماني، ولكن يبدو أنه كان يخشى المواجهة ورفض الخروج من غزة وبقي مرابطا فيها.

## بعد الحادثة
لم تكن الدولة العثمانية بحكم أنها دولة الخلافة وحامية المسلمين لتسكت عن حادث مهول كذاك الذي تعرض له الركب الشامي في ذات حج، ولما شعرت الدولة العثمانية بخطورة الموقف وبمدى الفوضى والاضطراب الذي وصلت إليه ولاية الشام، عينت أحد كبار قادتها ويدعى عبد الله باشا الجته جي واليا على دمشق. دخل الجته جي دمشق في أوائل عام 1758 ومعه نحو خمسة آلاف جندي معظمهم من البوشناق (شعب البوسنة والهرسك)، وفور دخوله بدأ في مضايقة الانكشارية اليرلية في معقلهم بحي الميدان، ووضعت عصبة آل العظم يدها في يده، واستغل الباشا هجوم اليرلية على قواته في حي السويقة، ثم تقدمهم إلى باب الجابية، ليخرج على رأس جيشه الضخم، ويدك معاقل اليرلية في الميدان بشكل وحشي، وقد وصف البديري الحلاق هذه الواقعة قائلا: «فلم يزل يضرب هو وعسكره بالسيف إلى أن وصلوا إلى خارج باب الله، فقتلوا منهم خلقا كثيرا، والذي ما أرادوا قتله أخذوه ووضعوه في الجنزير، ونهبت العساكر الميدان ولم يتركوا كبيرا ولا صغيرا، إلا قتيلا أو أسيرا، ولم يتركوا بيتا ولا دكانا ولا امرأة ولا طفلا إلا استعملوا النهب والسبي وهتك الأعراض من سلب النساء الحلي وسلب البنات الأبكار، وغير ذلك مما يعمي الأبصار، وتمنوا الموت الدرار، ولم يروا هذه الفظائع المهولة الكبار، وانتكبت أهل الشام نكبة في ذلك العام ما عهدت من أيام التيمور (يقصد مذبحة تيمورلنك في دمشق) ولله عاقبة الأمور».
كانت الضربة التي حلت بالانكشارية اليرلية وعصبة الميدان قوية جدًا بحيث لم يستطع الزرب العودة إلى نفوذهم إلا بعد عدة سنوات، أما عبد الله باشا الجته جي فقد عمل على تحسين صورته، وبسبب توفر الإمكانيات لديه قرر الانتقام من القبائل وأراد أن يفعل بهم ما فعل باليرلية ردًا على تعرضهم للحجاج في السنة السابقة، فخرج مع محمل الحج تصحبه المدافع والعساكر.
هاجم العسكر الشامي الكرك والشوبك فتمكن من فتحهما، ورفض الوزير عبد الله باشا دفع مال الصر لبني صخر، كما أنه عامل رسول قبائل بني حرب المسيطرين على الطريق بين المدينة ومكة بشكل فظ، فقررت هذه القبيلة محاربته، فلما بلغ الجته جي منزلة الخرما هاجمه الشيخ عيد آل مضيان شيخ القبيلة بمن معه، وتمكن الباشا من سحق هجوم القبيلة، وحاصرهم في مكان محاط بالجبال حيث انهالت عليهم قذائف وكان من بين القتلى الشيخ عيد، وعهد الباشا بإمارة بني حرب إلى ابن عمه هزاع بن مبارك، لكن أحد أبناء الشيخ عيد ويدعى بدوي، أراد الأخذ بثأر أبيه فاستنفر من تبقى من بني حرب ومعهم بعض حلفائهم وقرر أن يطمس الآبار كي يهلك الحجاج عطشًا، فما كان من الباشا إلا أن استنفر جزءا من قواته من المغاربة والبدو التركمان، فهاجم المتمردين في دارهم وألحق بهم هزيمة ثانية وقد أتت نيران المدافع على خيام بني حرب وديارهم. وقد ألَّف أحد أكبر علماء المدينة جعفر بن حسين البرزنجي رسالته المشهورة النفح الفرجي في الفتح الجته جي، ولم يقف أمر القبائل عند هذا الحد، فبمجرد وصول الباشا إلى منزلة الحسا بين القطرانة ومعان من أقاصي بادية الأردن، هاجم قبيلة بني صخر الذين تعرضوا للحجاج سابقًا، وأنزل بهم هزيمة مضاعفة عقاباً وتأديباً لهم.
وأثناء تواجده في الديار المقدسة عزل شريف مكة مساعد بن سعيد، وعين مكانه أخاه جعفر، وأثار هذا التصرف استياء الباب العالي، فقام بعزله في أوائل سنة 1760 عقابًا له.